# Les Bans
Les Bans (3.669 m s.l.m.) è una montagna del Massiccio des Écrins nelle Alpi del Delfinato. Si trova nel dipartimento francese delle Alte Alpi.

## Caratteristiche

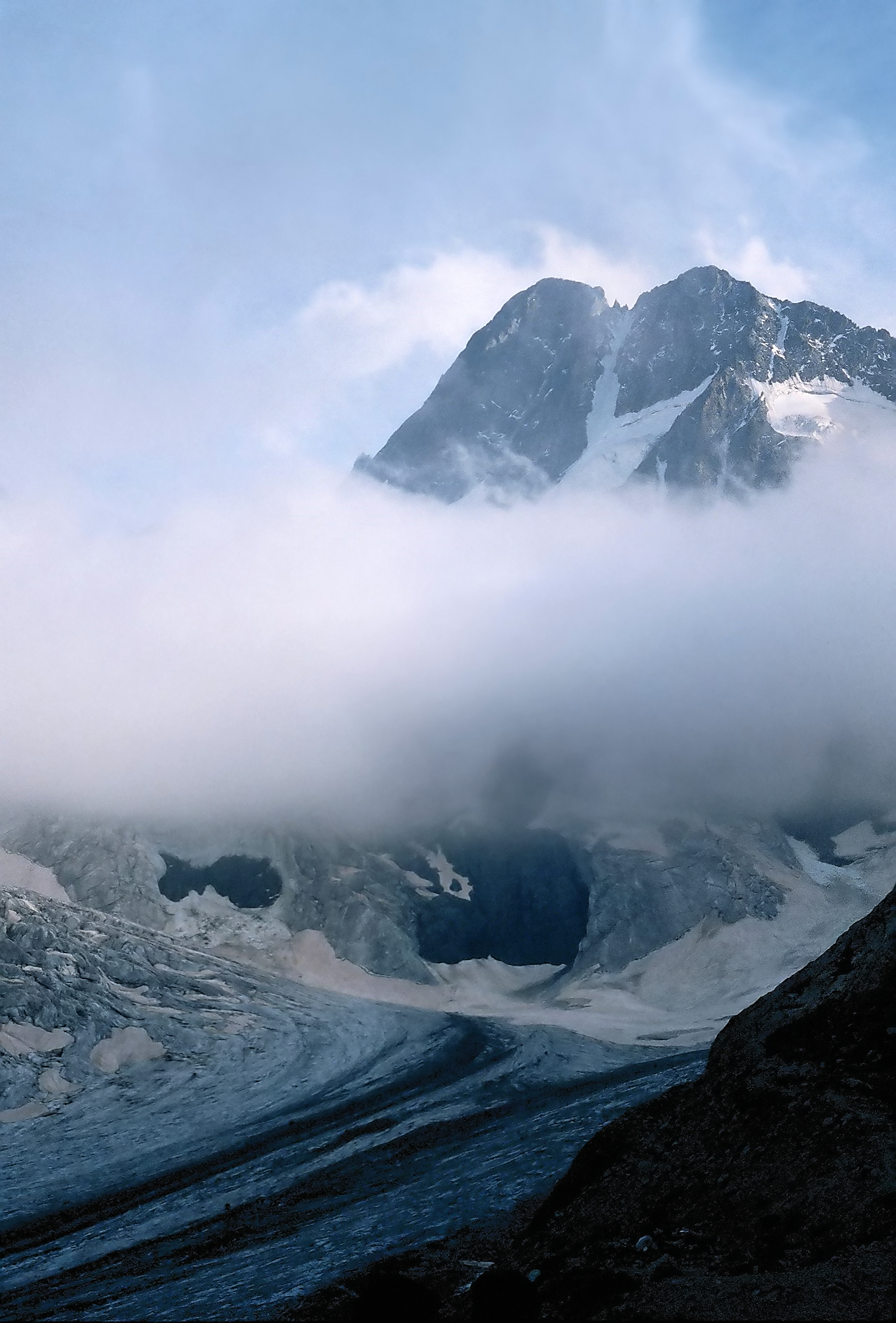
Versante nord della montagna.

La montagna è composta di diverse vette:
- Vetta sud - 3.669 m (punto culminante)
- Vetta centrale - 3.667 m
- Vetta nord-ovest 3.630 m
- Vetta nord 3.662 m.

Orograficamente la montagna domina le tre principali vallate del massiccio degli Ecrins: a ovest della montagna si apre la Valgaudemar, a nord si trova la valle percorsa dal torrente Vénéon e, infine ad ovest vi è la valle in cui si trova Vallouise.

## Salita alla vetta
La cima fu salita per la prima volta il 14 luglio 1878 da William Auguste Coolidge con le guide Christian Almer e Ulrich Almer per quella che è poi diventata la via normale.
Oggi la via normale di salita alla vetta si svolge nel versante nord della montagna e parte dal refuge de la Pilatte 2577 m. Si affronta dapprima il grande glacier de la Pilatte, piuttosto crepacciato ed in seguito si tratta di salire la ripida cresta ENE rocciosa alta quasi 300 metri con difficoltà di arrampicata fino al 3º grado. Malgrado la sua bellezza, è quindi consigliabile solo ad alpinisti esperti ed equipaggiati.

## Rifugi alpini

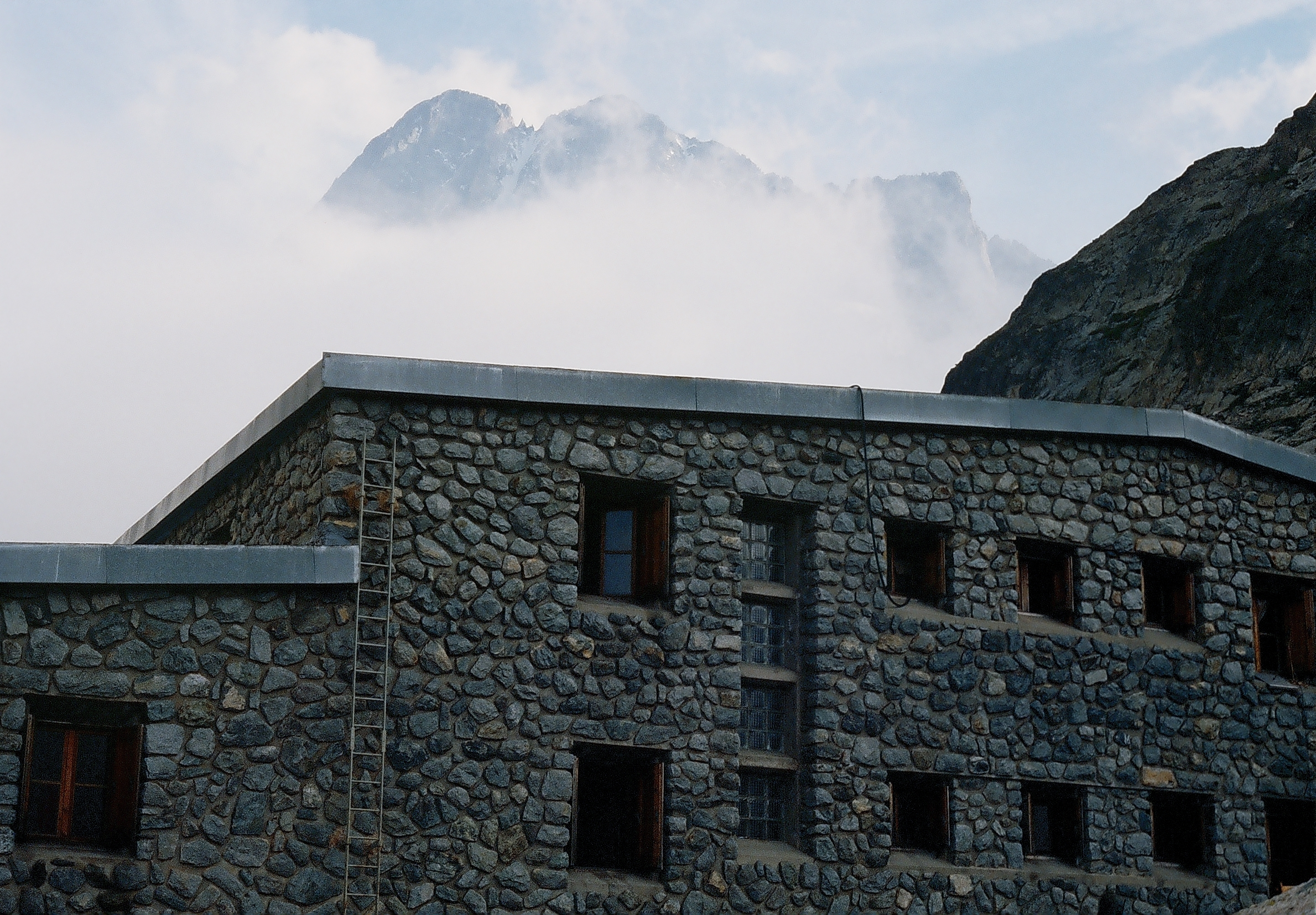
Il Refuge de la Pilatte.

I rifugi alpini che contornano la montagna sono:
- Chalet Hôtel du Gioberney (1.700 m)
- Refuge des Bans (2.076 m)
- Refuge de la Pilatte (2.580 m).